# Rude Boy (singel)
Rude Boy (ang. Niegrzeczny chłopak) – utwór nagrany przez barbadoską wokalistkę Rihannę, pochodzący z jej czwartego albumu studyjnego Rated R, wydany jako trzeci singel 9 lutego 2010 roku. Piosenka osiągnęła bardzo duży sukces komercyjny, dochodząc do pierwszej pozycji w Australii i Polsce. „Rude Boy” przez pięć tygodni z rzędu znajdował się na najwyższym miejscu notowania Billboard Hot 100, stając się szóstym singlem numer jeden artystki w Stanach Zjednoczonych.

## Geneza i wydanie
Kiedy napisaliśmy tę piosenkę, był to trochę freestyle... Podobał mi się indiański wpływ na muzykę. Byłam już w kabinie [nagraniowej], moi ludzie notowali wszystkie pomysły, przysłali mi jeden z nich. Od razu pobiegłam do tekściarzy i nagraliśmy to. A teraz, kiedy ludzie czytają tekst, mówią do mnie: „Chodź tu niegrzeczny chłopcze, jeśli jesteś wystarczająco duży? To nie brzmi tak obrzydliwie!”

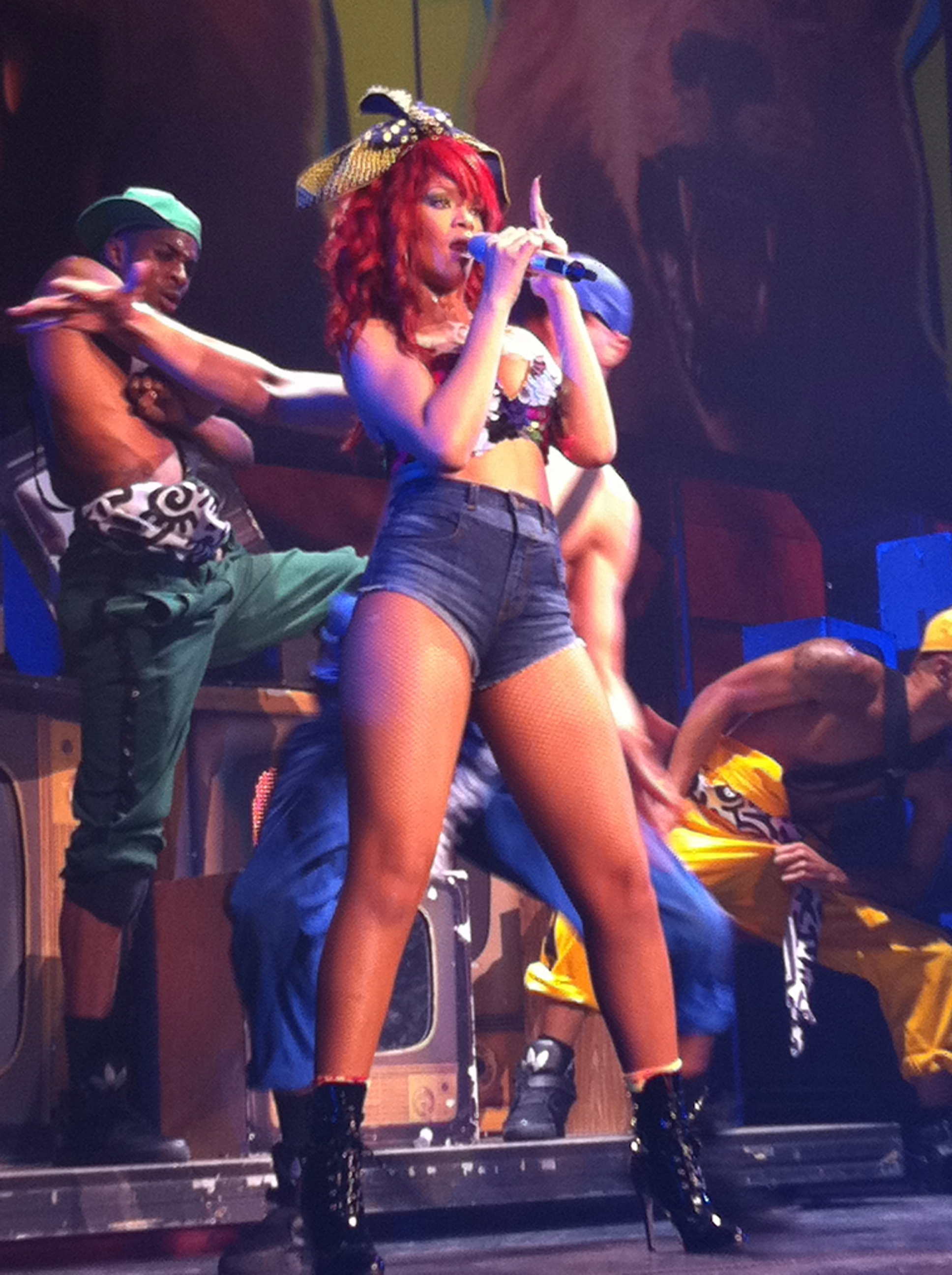
Rihanna wykonująca „Rude Boy” w Kanadzie w 2011 roku.

Utwór nagrano w 2009 roku, w studiu Metropolis Studios w Londynie. Piosenka została napisana przez Ester Dean, Mikkela Storleera Eriksena, Tora Erika Hermansena, Makebę Riddick, Roba Swire i Rihannę, a wyprodukowana przez zespół Stargate oraz Roba Swire. Koncepcja singla „Rude Boy” została opracowana przez Ester Dean, która pisała go ze Stargate do momentu przejęcia materiału przez Rihannę. Po wysłuchaniu demo piosenkarka wyraziła zainteresowanie kompozycją. Przed nagraniem utworu dodała kilka własnych pomysłów. W wywiadzie dla magazynu The Boombox Dean pochwaliła odwagę artystki do ryzykownej muzyki, mówiąc: „Myślę, że RiRi jest naprawdę sexy i powie rzeczy, których inne laski boją się powiedzieć. Nawet jeśli mówi „chodźmy pocałować jakieś dziewczyny”, kto się o nią obawia... to w końcu Rihanna. Ten utwór jest o fantazji. To, co ludzie lubią robić, ale boją się”.
W wywiadzie dla stacji MTV Mikkel Storleer Eriksen ogłosił, że drugim singlem Rihanny z albumu będzie kompozycja „Wait Your Turn”. Kilka dni później zmieniono tę decyzję i wybrano „Hard” na kolejny utwór promujący Rated R. Wówczas wytwórnia artystki postanowiła, że „Wait Your Turn” zostanie wydany jako trzeci singel na początku 2010 roku. Pomimo tej zapowiedzi All Access wydało informację, że 9 lutego 2010 roku piosenka „Rude Boy” zostanie wysłana do stacji radiowych w Stanach Zjednoczonych. Zdjęcie promujące singel ukazano 8 stycznia 2010 roku. Okładka po raz kolejny przedstawia nagą Rihannę zasłaniającą się czerwonym napisem „Rude Boy”. Ubrana jest jedynie w kapelusz i buty. 5 marca 2010 rok utwór został wydany w formacie singla CD, a trzy dni później w internecie (za pomocą formatu digital download).
„Rude Boy” jest utworem łączącym w sobie dwa gatunki muzyczne: R&B i dancehall, oraz podgatunek ragga, wywodzące się z reggae. Zawiera także elementy electropopu i dance-popu. Trwa trzy minuty i czterdzieści dwie sekundy. Piosenka napisana jest w tonacji es-moll, umiarkowane tempo wynosi dziewięćdziesiąt sześć uderzeń na minutę. Wokal Rihanny opiera się na skali durowej: dźwiękach od C#3 do D#6.
W jednym z brytyjski wywiadów artystki zwrócono uwagę na kontrowersyjny temat słów singla, ze szczególnym naciskiem na refren: „Come here rude boy, boy / Can you get it up? / Come here rude boy, boy / Is you big enough”, czyli „Chodź tu niegrzeczny chłopcze, chłopcze / Czy potrafisz to rozkręcić? / Chodź tu niegrzeczny chłopcze, chłopcze / Jeśli jesteś wystarczająco duży”. Według Rihanny „Rude Boy” miał być jedynie eksperymentem, początkowo nie branym nawet pod uwagę do umieszczenia na płycie Rated R. Z czasem wokalistce spodobał się i został umieszczony na albumie jako ósmy utwór. W pierwotnej wersji piosenki wspomniana linia miała być jedynie wprowadzeniem, lecz ze względu na chwytliwy beat Rihanna zdecydowała się zmienić ją na refren.

## Lista utworów
| Lp.                          | Tytuł                     | Czas |
| ---------------------------- | ------------------------- | ---- |
| digital download / singel CD |                           |      |
| 1.                           | "Rude Boy"                | 3:43 |
| 2.                           | "Rude Boy" (Instrumental) | 3:43 |

## Pozycje na listach
17 lutego 2010 roku „Rude Boy” zadebiutował na liście Billboard Hot 100 na pozycji o numerze sześćdziesiąt cztery i na Billboard Hot R&B/Hip-Hop Songs na pozycji sześćdziesiąt dwa. W następnym tygodniu singiel wzbił się o czterdzieści jeden oczek lądując na miejscu dwudziestym trzecim. W następnym tygodniu utworu skoczył do pozycji numer osiem, stając XIV singlem Rihanny osiągającym pozycję w pierwszej dziesiątce i czyniąc z niej artystkę o czołowej liczbie hitów od 2000 roku. Doprowadziło to również do tego, że jej trzeci singiel z Rated R stał się hitem. Utwór 18 marca 2010 znalazł się na pozycji pierwszej, stając się najlepszą piosenką z Rated R, to szósta piosenka Rihanny, która wzbiła się na szczyt Hot 100.
„Rude Boy” utrzymał się na szczycie Billboardu przez pięć kolejnych tygodni do 15 kwietnia 2010 roku. Piosenka wzbiła się na pozycję numer dwadzieścia dziewięć na Hot Dance Club Songs oraz na numer jeden na Pop Songs i Rhythmic Airplay Chart. Ponadto osiągnęła pozycję drugą na liście Songs Digital i numer jeden na liście R&B/Hip-Hop Songs.
„Rude Boy” 24 stycznia 2010 pojawiło się w Wielkiej Brytanii pod numerem pięćdziesiąt dwa. W tym samym tygodniu znalazła się na UK R&B Chart pon numerem dziewiętnaście. 7 marca 2010 roku wzbił się na pozycję drugą, oznacza to, że jest to dwunasty singiel Rihanny, który znalazł się w pierwszej dziesiątce w Wielkiej Brytanii. W Kanadzie utwór 27 stycznia zadebiutował na pozycji dziewięćdziesiątej dziewiątej, w kolejnych tygodniach wzbił się do pozycji siódmej. Następnego dnia na francuskiej liście Digital Singles Chart piosenka znalazła się na pozycji trzydziestej drugiej. 18 lutego 2010 roku singiel zadebiutował na jedenastym miejscu na irlandzkiej liście Singles Chart. W przyszłym tygodniu wzbił się na pozycję szóstą. Jest to XV singiel Rihanny, który znalazł się w top-ten w Irlandii. W Australii „Rude Boy” stał się czwartym numerem jeden, gdzie pokrył się platyną ze sprzedażą 70,000 kopii. Piosenka zdobyła złoty certyfikat w Nowej Zelandii ze sprzedażą 7.500 kopii.

## Teledysk
Klip wyreżyserowała Melina Matsoukas w styczniu w Hollywood w Los Angeles, która wcześniej wyreżyserowała wideo do „Hard”. Teledysk miał swoją premierę 10 lutego 2010 roku na kanale VEVO. Rihanna powiedziała, że wideo do „Rude Boy” jest zupełnie inne od poprzednich, „wiele moim klipów jest naprawdę mrocznych, drażliwych i trudnych”, „ten sięga do moich korzeni”.
W teledysku Rihanna wraz z tancerzami wykonuje dancehall, gra na perkusji. Piosenkarka ma założonych siedem kostiumów od stroju panterki, przez zebry do wielobarwnej spódniczki. Teledysk to połączenie kolorów reggae z kolorowymi motywami z lat 90.
Wideo ma pewne podobieństwa do „Boyz M.I.I. Reżyserka teledysku powiedziała, że „oba klipy są świetne” i że tak naprawdę wszyscy inspirują się punktem, gdzie zawsze jest coś innego.

## Spektakle
Rihanna pierwszy raz wykonała piosenkę na żywo w Super Bowl Pepsi Fan Jam na VH1. 2 lutego 2010 Ri zaśpiewała utwór na AOL Music Sessions. 15 lutego 2010 artystka wykonała piosenkę w The Ellen DeGeneres Show w Wielkiej Brytanii. 25 lutego 2010 roku piosenkarka wykonała utwór na Alan Carr: Chatty Man, a na GMTV następnego dnia. 3 marca zaśpiewała piosenkę z dwoma robotami na ECHO Awards w Berlinie. 27 marca 2010 wokalistka zaśpiewała piosenkę jako medley wraz z „Hard” i „Don’t Stop the Music” na 2010 Nickelodeon Kids 'Choice.

## Pozycje na listach
| Lista przebojów (2010)                    | Najwyższa pozycja |
| ----------------------------------------- | ----------------- |
| Australia (ARIA Charts)                   | 1                 |
| Austria (Ö3 Austria Top 40)               | 6                 |
| Belgia (Ultratop Flandria)                | 3                 |
| Belgia (Ultratop Walonia)                 | 3                 |
| Czechy (IFPI)                             | 4                 |
| Dania (Tracklisten)                       | 3                 |
| Europa (European Hot 100 Singles)         | 2                 |
| Finlandia (Mitä hittiä)                   | 7                 |
| Francja (SNEP)                            | 8                 |
| Hiszpania (PROMUSICAE)                    | 10                |
| Holandia (Dutch Top 40)                   | 9                 |
| Irlandia (IRMA)                           | 3                 |
| Kanada (Canadian Hot 100)                 | 7                 |
| Niemcy (Media Control Charts)             | 4                 |
| Norwegia (VG-lista)                       | 3                 |
| Nowa Zelandia (RIANZ)                     | 3                 |
| Polska (Polish Airplay Chart)             | 1                 |
| Stany Zjednoczone (Billboard Hot 100)     | 1                 |
| Stany Zjednoczone (Hot Dance Club Play)   | 1                 |
| Stany Zjednoczone (Hot Digital Songs)     | 2                 |
| Stany Zjednoczone (Hot R&B/Hip-Hop Songs) | 2                 |
| Stany Zjednoczone (Pop 100)               | 1                 |
| Szwajcaria (Media Control AG)             | 5                 |
| Szwecja (Sverigetopplistan)               | 11                |
| Wielka Brytania (UK Singles Chart)        | 2                 |
| Wielka Brytania (UK R&B Chart)            | 1                 |
| Włochy (FIMI)                             | 8                 |

| Notowania (2010)                          | Pozycja |
| ----------------------------------------- | ------- |
| Australia (ARIA Charts)                   | 33      |
| Austria (Ö3 Austria Top 40)               | 60      |
| Belgia (Ultratop Walonia)                 | 27      |
| Europa (European Hot 100 Singles)         | 24      |
| Holandia (Dutch Top 40)                   | 95      |
| Irlandia (IRMA)                           | 20      |
| Kanada (Canadian Hot 100)                 | 38      |
| Nowa Zelandia (RIANZ)                     | 34      |
| Stany Zjednoczone (Billboard Hot 100)     | 15      |
| Stany Zjednoczone (Hot Dance Club Play)   | 26      |
| Stany Zjednoczone (Hot Digital Songs)     | 28      |
| Stany Zjednoczone (Hot R&B/Hip-Hop Songs) | 25      |
| Stany Zjednoczone (Pop 100)               | 23      |
| Szwajcaria (Media Control AG)             | 41      |
| Wielka Brytania (UK Singles Chart)        | 13      |
| Włochy (FIMI)                             | 49      |

| Państwo           | Status             |
| ----------------- | ------------------ |
| Australia         | 2× platynowa płyta |
| Dania             | złota płyta        |
| Nowa Zelandia     | platynowa płyta    |
| Stany Zjednoczone | 2× platynowa płyta |
| Szwajcaria        | złota płyta        |
| Wielka Brytania   | złota płyta        |
| Włochy            | złota płyta        |

## Historia wydania
| Kraj              | Data          | Wytwórnia       | Format           |
| ----------------- | ------------- | --------------- | ---------------- |
| Stany Zjednoczone | 9 lutego 2010 | Def Jam         | radio            |
| Niemcy            | 5 marca 2010  | Universal Music | singel CD        |
| Wielka Brytania   | 8 marca 2010  | Def Jam         | digital download |
| Francja           | 15 marca 2010 | Def Jam         | singel CD        |